# Sunds glasbruk
Sunds glasbruk var ett svenskt emballageglasbruk, som grundades i byn Sund i Järsnäs socken i Småland 1874.
Under vinterhalvåret 1914-1915 flyttades tillverkningen till Ängs gård i Barkeryds socken, där sedan samhället Äng byggdes upp runt glasbruket. I Äng byggdes en ny hytta upp som togs i drift 3 maj 1915. Bruket flyttades till Äng på grund av de kostsamma frakterna mellan Sund och järnvägen i Forserum. I Äng anlades man ett eget stickspår till glasbruket. Sista arbetsdagen blev den 30 april 1928.
Glasbruket tillverkade buteljer, brännvinsflaskor och vattenpluntor till armén, samt var en av Sverige första producenter av mjölkflaskor i glas. År 1904 tillverkades 1 726 000 flaskor. Från Sund fraktades flaskorna, av traktens bönder, med häst eller oxe och vagn till järnvägsstationen i Forserum för vidare transport. Över sundet vid Sunds by fraktades ekipagen på en pråm.
På glasbruket arbetade bland andra muraren Karl-Gustav Höög, som sedan även blev verkmästare. Han uppfann ev av bruksdisponenten Hans Strandh patenterad skruvbar glaspropp, som bland annat användes för arméns fältflaska i glas.